# Raukstjärnarna
Raukstjärnarna är en sjö i Storumans kommun i Lappland och ingår i Umeälvens huvudavrinningsområde. Sjön har en area på 0,211 kvadratkilometer och ligger 582,2 meter över havet. Sjön avvattnas av vattendraget Rauktjärnsbäcken.

## Delavrinningsområde
Raukstjärnarna ingår i det delavrinningsområde (728057-150027) som SMHI kallar för Mynnar i Övre Boksjön. Medelhöjden är 732 meter över havet och ytan är 14,06 kvadratkilometer. Det finns inga avrinningsområden uppströms utan avrinningsområdet är högsta punkten. Rauktjärnsbäcken som avvattnar avrinningsområdet har biflödesordning 3, vilket innebär att vattnet flödar genom totalt 3 vattendrag innan det når havet efter 343 kilometer. Avrinningsområdet består mestadels av skog (59 procent) och kalfjäll (32 procent). Avrinningsområdet har 0,21 kvadratkilometer vattenytor vilket ger det en sjöprocent på 1,5 procent.